# Тянь-ї (бібліотека)
29°52′25″ пн. ш. 121°32′09″ сх. д. / 29.87361111° пн. ш. 121.53583333° сх. д.
Бібліотека Тянь-Ї , також Павільйон Тян-Ї (піньїнь: Tianyi ge) — історична бібліотека, розташована в місті Нінбо (колишній округ Дзінь 鄞县) на захід від парку Юе-Ху (Yue Hu) в китайській провінції Чжецзян. Павільйон для бібліотеки був споруджений в 1561 році в часи Династії Мінь для приватої книжкової колекції Фан Кіна 范钦. Це найдавніша діюча приватна бібліотека в Китаї. Сьогодні фонди бібліотеки становлять 300 000 томів, з яких 80 000 раритетів насамперед епохи Мінь. З 1982 року бібліотека занесена у список Національних пам'яток КНР (2-31)

## Галерея

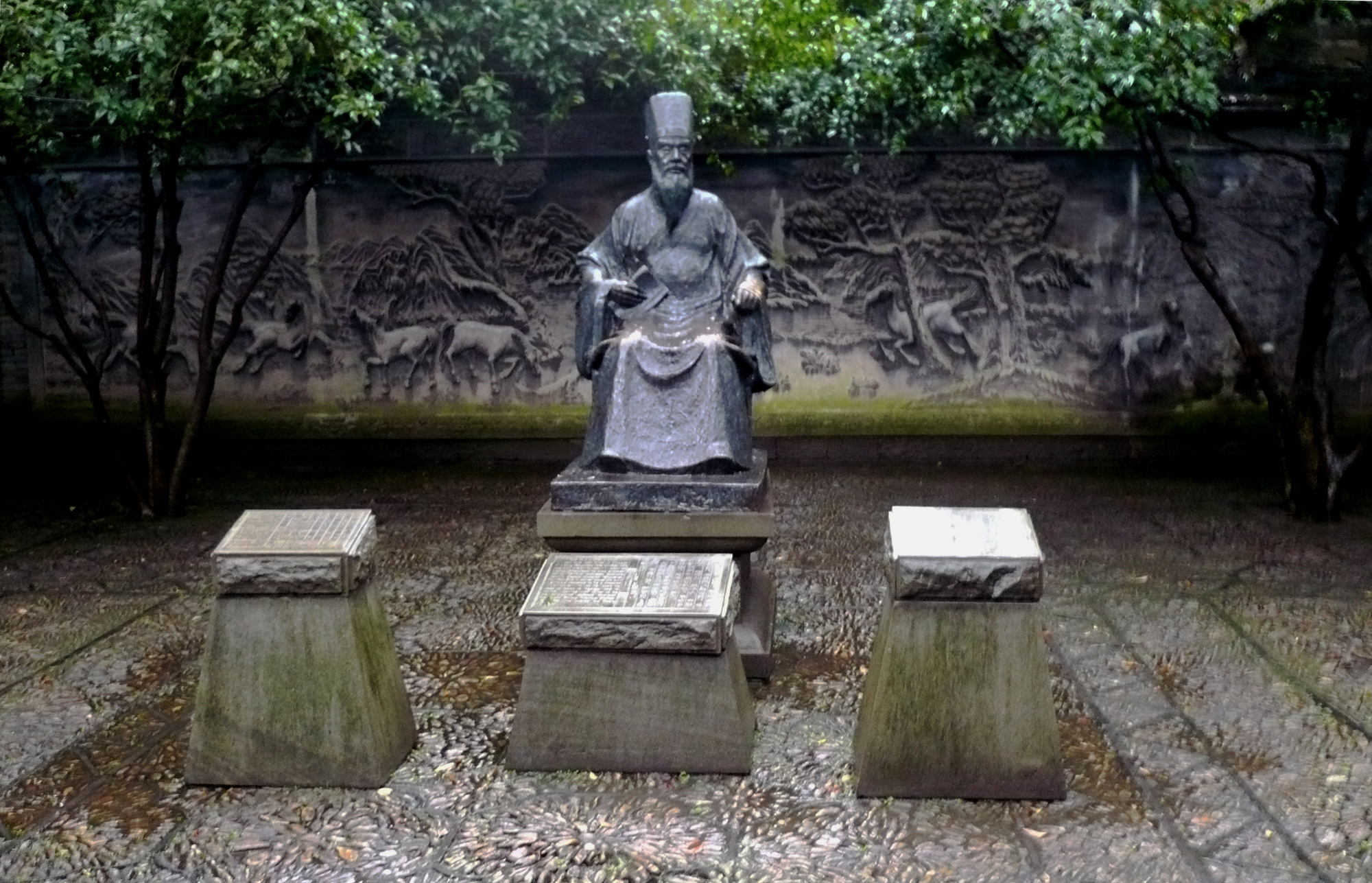
Скульптура засновника бібліотеки Фан Кіна
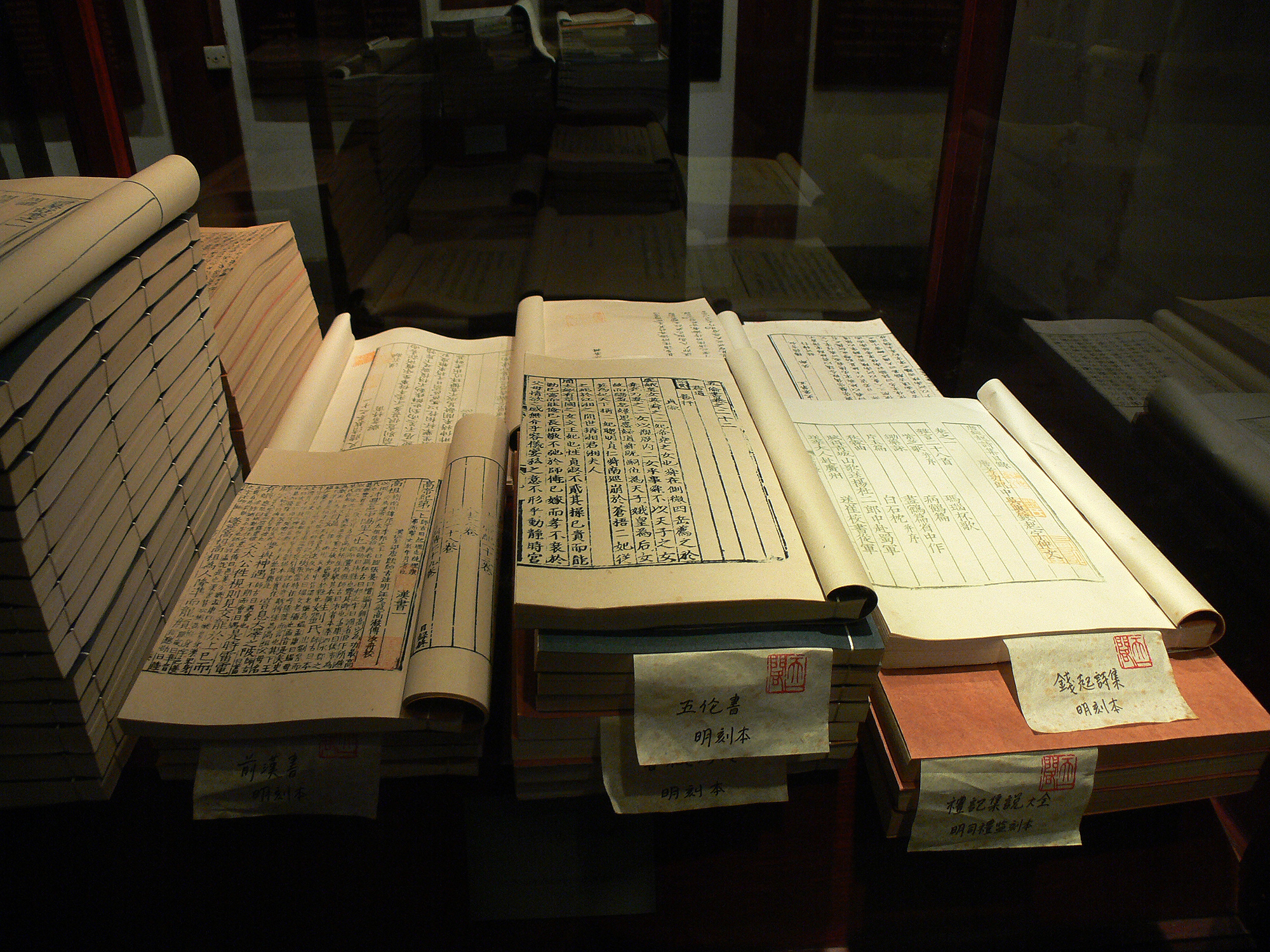
Книжки епохи Мінь з фондів бібліотеки
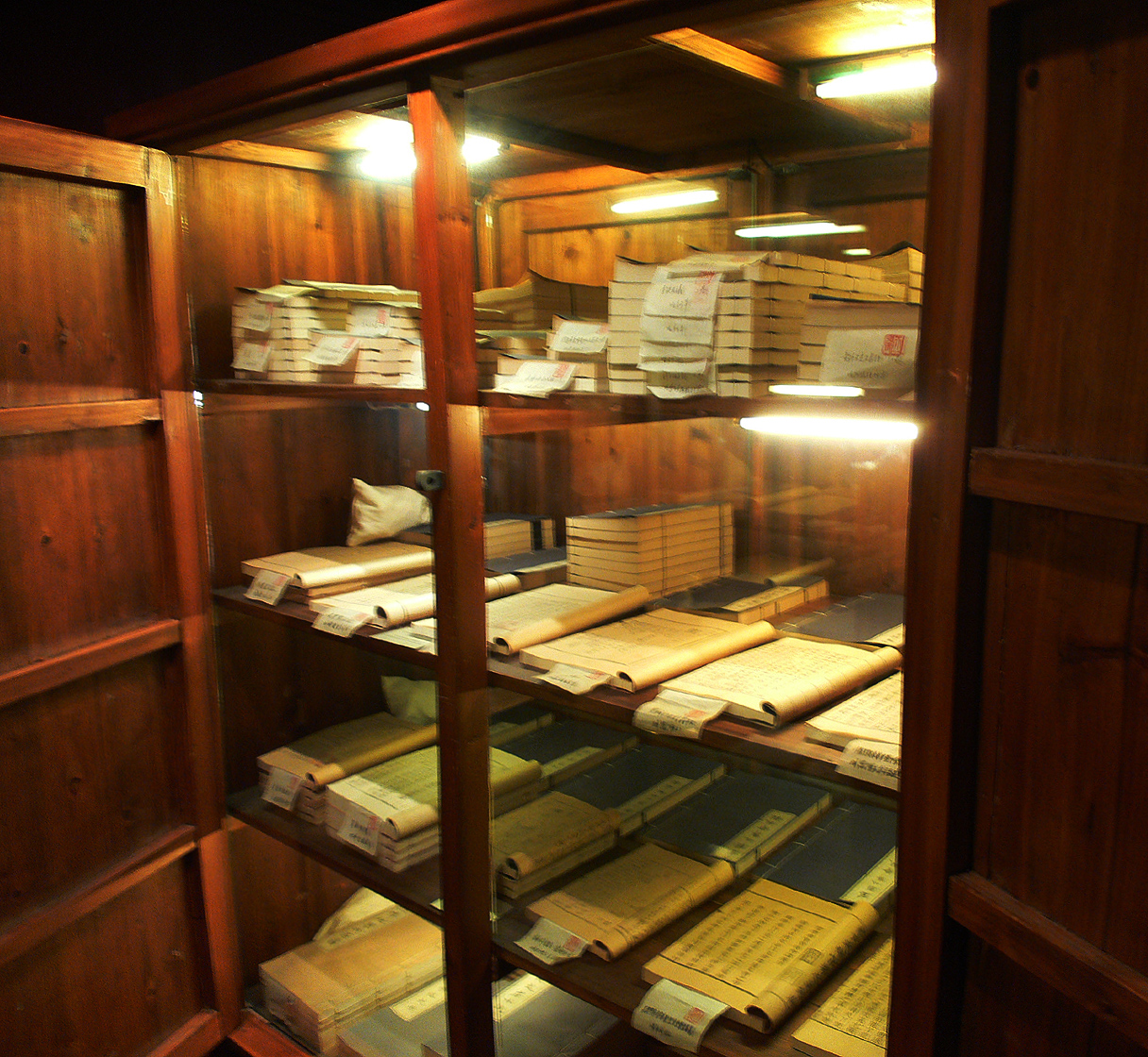
Книжкові полиці з сувоями
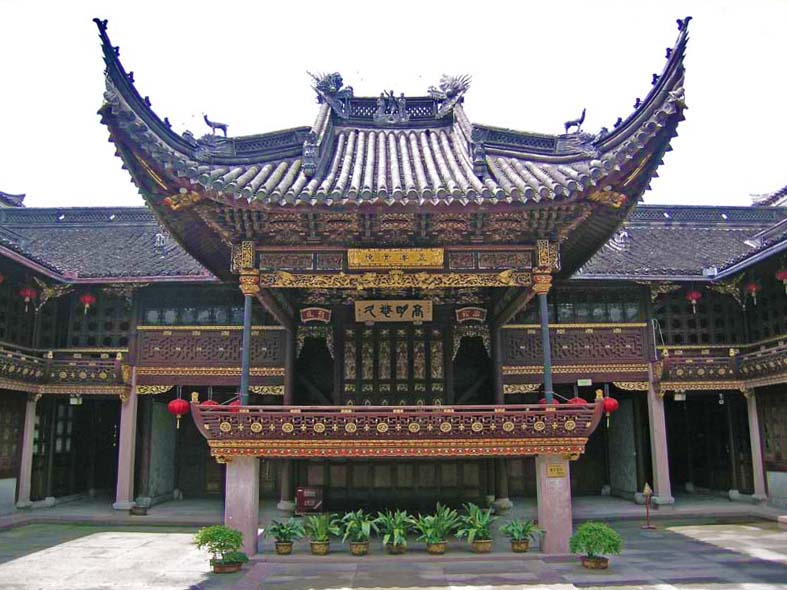
Головний вхід